# Colin MacLeod

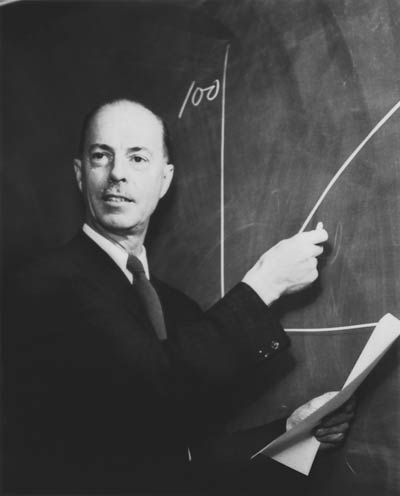
Colin Munro MacLeod

Colin Munro MacLeod (* 28. Januar 1909 in Port Hastings, Nova Scotia, Kanada; † 11. Februar 1972) war ein kanadisch-amerikanischer Genetiker. Er studierte 1925 bis 1932  an der McGill University Medizin. Nach einem Aufenthalt am Montreal General Hospital ging er 1934 an die Rockefeller University, wo er unter Oswald Avery und Rufus Cole an der Transformation von Streptococcus pneumoniae forschte. Er war dabei an der Aufklärung der DNA als Träger der genetischen Information beteiligt.
1941 wurde er Leiter des Department of Microbiology an der New York University. Während des Zweiten Weltkriegs arbeitete MacLeod als Berater der Regierung in Gesundheitsfragen. Von 1947 bis 1955 war er Direktor des Armed Forces Epidemiological Board. Darüber hinaus fungierte er in den Jahren 1951/1952 als Präsident der American Association of Immunologists.
1955 wurde er Mitglied der National Academy of Sciences, 1965 wurde er in die American Academy of Arts and Sciences gewählt und 1966 in die American Philosophical Society.
Von 1956 bis 1960 war er Professor an der University of Pennsylvania, dann kehrte er als Professor an die New York University zurück. 1961 wurde er Vorsitzender des Life Sciences Panel des Science Advisory Committee von John F. Kennedy. Kennedy ernannte ihn 1963 zum Stellvertretenden Direktor des Office of Science and Technology (OST), was er bis 1966 blieb. Neben epidemiologischen Arbeiten machte sich MacLeod in der folgenden Zeit um die Kooperation zwischen amerikanischen und japanischen Wissenschaftlern im Rahmen des Japan Cooperative Medical Science Program verdient.